# Sericolophus reflexus
Sericolophus reflexus är en svampdjursart som först beskrevs av Isao Ijima 1894.  Sericolophus reflexus ingår i släktet Sericolophus och familjen Pheronematidae. Inga underarter finns listade i Catalogue of Life.